# Craig Mottram
Craig Mottram (ur. 18 czerwca 1980 w Melbourne) – australijski lekkoatleta, specjalista od długich dystansów.

## Życie prywatne
Jego brat Neil jest australijskim koszykarzem podobnie jak jego szwagierka Jenni Screen.

## Sukcesy
- 6. miejsce na Finale Grand Prix IAAF (Bieg na 1500 m Melbourne 2001)
- 1. miejsce podczas Pucharu Świata (Bieg na 3000 m Madryt 2002)
- 8. miejsce w Igrzyskach Olimpijskich (Bieg na 5000 m Ateny 2004)
- brązowy medal Mistrzostw Świata w Lekkoatletyce (Bieg na 5000 m Helsinki 2005)
- srebro Igrzysk Wspólnoty Narodów (Bieg na 5000 m Melbourne 2006)
- 1. miejsce podczas Pucharu Świata (Bieg na 3000 m Ateny 2006)
- 4. miejsce w Światowym Finale IAAF (Bieg na 3000 m Stuttgart 2007)

## Rekordy życiowe
- Bieg na 1500 m – 3:33.97 (2006)
- Bieg na milę – 3:48.98 (2005) Były rekord Australii i Oceanii
- Bieg na 2000 m – 4:50.76 (2006) były rekord Australii i Oceanii
- bieg na 3000 m – 7:32.19 (2006) Rekord Australii i Oceanii
- Bieg na 2 mile – 8:03.50 (2007) Rekord Australii i Oceanii
- Bieg na 5000 m – 12:55.76 (2004) Rekord Australii i Oceanii
- Bieg na 10 000 m – 27:34.48 (2008)
- Bieg na 10 km (bieg uliczny) – 27:54 (2004) Rekord Australii i Oceanii
- Bieg na milę (hala) – 3:54.81 (2007) Rekord Australii
- Bieg na 3000 m (hala) – 7:34.50 (2008) były rekord Australii i Oceanii